# NGC 3063
NGC 3063 é uma estrela dupla na direção da constelação de Ursa Major. O objeto foi descoberto pelo astrônomo William Herschel em 1785, usando um telescópio refletor com abertura de 18,6 polegadas. 